# アルファロメオ・90
アルファロメオ・90は、イタリアの自動車メーカー・アルファロメオが1984年から1987年まで製造した中型乗用車。

## 概要
前身のアルフェッタが1972年の誕生から12年を経過し古さが隠せなくなっていたものの、当時のアルファロメオは経営危機の只中にあり、新型車の開発資金が乏しかった。このためアルフェッタの機構をそのまま継承し、新設計のボディを与えられて登場したのが90である。75はエルマンノ・クレッソーニ率いるアルファロメオデザインセンターによってデザインされたが、90のデザインはベルトーネへ外部委託された。
90の唯一の積極的な特色は、アルフェッタには存在しない2,500 cc・V型6気筒エンジンが最上級バージョンに与えられたことであったが、これはほぼ同時期に従来のトップモデルのアルファ6も生産中止となり、90がアルファの最上級サルーンの役割を負わされたためである。
1987年、フィアット・クロマ、サーブ・9000とともにティーポ4（クワトロ）プロジェクトで共同開発された164の登場に伴い、生産を終了した。イタリア国内専用モデルの性格が強かったために輸出された数はごく少なく、日本にも正規輸入はされていない。